# Георги Димов Гюруджуклията
Георги Димов – Гюруджуклията е български хайдутин и революционер, войвода на Македонския комитет.

## Биография
Георги Димов е роден през 1868 година в драмското село Гюреджик, тогава в Османската империя, днес в Гърция. Става хайдутин. В 1895 година се включва в Четническата акция на Македонския комитет като войвода в Неврокопско.